# イムレーディ・ベーラ
イムレーディ・ベーラ（ハンガリー語: Imrédy Béla, 1891年12月29日 - 1946年2月28日）は、1938年から1939年にかけてのハンガリー王国首相。

## 人物
ブダペストのカトリック家庭に生まれる。
法学を修めた後、ハンガリー大蔵省に採用される。職務を通じて経済学と金融に関する知識を深め、1928年にはハンガリー国立銀行財務部長に着任する。
1932年、ファシストのゲンベシュ・ジュラ首相のもとで大蔵大臣を拝命する。1935年には辞任し、国立銀行総裁の地位を得た。
イムレーディは非常に野心的であったほか、社会問題については右翼的な見解を有していたことで知られている。外交については、ダラーニ・カールマーン内閣時に経済連携大臣のポスト就任を援助してもらった恩義から親英の立場を取った。
1938年5月にダラーニが辞任すると、摂政ホルティ・ミクローシュから首相に任命される。イギリスとの関係を重視する彼の姿勢は当初ドイツおよびイタリアの不興を買った。イムレーディは長期的に見てこれらファシスト諸国を敵に回すことは不可能であると考え、1938年の秋からはドイツ・イタリアとの関係を重視する方向に転換した。国内においては、「ハンガリー人の生命」運動を立ち上げていた右派勢力を自らの権力基盤にしようと試みた。イムレーディは権謀術数に長けており、自らの地位を脅かすライバルは徹底的に弾圧した。同時代の有力なファシストであるサーラシ・フェレンツもイムレーディの攻撃に悩まされている。イムレーディは在任中次第に右傾化し、政府の全体主義改革を主張しはじめた。この改革は報道の自由を抑圧し、多くのユダヤ人を経済的に苦しめるものであった。

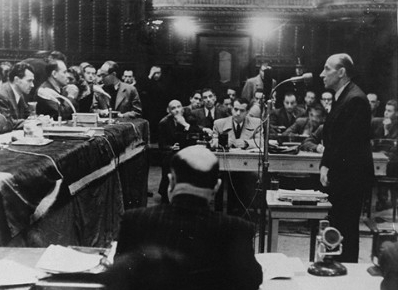
裁かれるイムレーディ・ベーラ。ブダペスト人民法廷にて

1939年2月、イムレーディの政敵はイムレーディの曾祖父がユダヤ人であったことを示す証拠を摂政ホルティに手渡した。ホルティはさっそくイムレーディを呼び出して証拠を突きつけたが、イムレーディは反論することができなかった。13日、イムレーディは首相職の返上を余儀なくされた。
1940年まで陸軍に勤務した後、10月にはファシスト、反ユダヤ政党のハンガリー再生党（Magyar Megújulás Párt）を設立した。
1944年にドイツ軍がハンガリーを占領した際、イムレーディは駐ハンガリー大使エトムント・フェーゼンマイヤーによってドイツ傀儡政権の首相第一候補に挙げられた。ホルティはドイツの提案を完全に拒否できる立場にはなかったが、かろうじてイムレーディではなくストーヤイ・デメを後任の首相とした。イムレーディには5月中にストーヤイ内閣の経済連携大臣の地位が与えられたが、8月には辞任を強いられた。
ドイツ軍がハンガリーから撤退すると、イムレーディは逮捕され、1945年11月には人民法廷にかけられた。1946年、ナチス・ドイツとの協力及び戦争犯罪によって有罪判決を受け、Marko通りにあった刑務所の中庭で銃殺された。享年54であった。